# Bandeira das Ilhas Salomão
A bandeira nacional das Ilhas Salomão foi oficialmente adoptada a 18 de Novembro de 1977. Os cinco grupos principais de ilhas são representados pelas cinco estrelas. O azul, supostamente representa o oceano circundante, enquanto que o verde representa a terra. A faixa amarela é simbólica da luz solar. 

## Outras Bandeiras

Bandeira Civil e do Estado.
Bandeira Naval